# Ágis Théros
Ágis Théros, en grec moderne : Άγις Θέρος, est le nom de plume de Spýros Theodorópoulos (Σπύρος Θεοδωρόπουλος ; 1875-1961), un poète, sociologue, folkloriste et député grec.

## Biographie
Ágis Théros est né à Sparte en 1875. Il s'engage dans le journalisme et publie plusieurs journaux, tels que Laós (el), Lakedaímon et le Journal des travailleurs.
Le chant folklorique était son grand amour et a grandement influencé son travail. En outre, son premier livre (1909) est une collection de chansons folkloriques des régions du Taygète et du Magne. Il est un proche collaborateur de Nikólaos Polítis (el) et membre de la Société hellénique de folklore (el).
Il développe une intense activité sociale, est à l'origine de la fondation du Centre du travail d'Athènes, en 1910 et propose le premier projet de loi sur le travail. Il est élu député de l'Attique avec le parti vénizéliste aux élections de novembre 1910, de l'Attique-Béotie, en 1912 et d'Athènes-Le Pirée, en 1923. En 1922, il est emprisonné pour avoir signé le Manifeste démocratique avec d'autres personnalités.
Sa première œuvre de poésie est publiée en 1940. Ses œuvres poétiques louent la résistance des Grecs contre les Allemands ou donnent des moments lyriques d'ethnographie rurale. Il a également écrit de la prose.
L'édition définitive avec le recueil de chants populaires, en deux volumes intitulés Les chants des Grecs (1951-1952), est récompensée par l'Académie d'Athènes.
De 1957 à 1959, il est président de la Société des écrivains grecs.
Spýros Theodorópoulos meurt en 1961. Sa femme, Ávra Theodoropoúlou, meurt deux ans plus tard (1963). Le nom d'Ágis Théros donne lieu à un prix folklorique annuel.